# Società ad alto QI
Una società ad alto QI o high IQ society è un'organizzazione che limita l'iscrizione a persone il cui quoziente intellettivo (QI) corrisponde a un certo percentile. La prima, più grande e più conosciuta di queste società è il Mensa International,  che fu fondata da Roland Berrill e dal Dr. Lancelot Ware nel 1946. Altre famose società sono l'Intertel (fondata da Ralph Haines nel 1966), l'International Society for Philosophical Enquiry (fondata dal Dr. Christopher Harding nel 1974), la Triple Nine Society (fondata nel 1978), la Prometheus Society (fondata da Ronald K. Hoeflin nel 1982) e la International High IQ Society (fondata da Nathan Hasselbauer nel 2000).

## Punteggi minimi per l'iscrizione
In genere una società ad alto QI accetta una grande varietà di test d'intelligenza standardizzati. Alcune utilizzano invece speciali test sviluppati appositamente per l'iscrizione a quella determinata società.
- Sopra il 5% (95° percentile; 1/20; QI 124 sd15, QI 126 sd16): International High IQ Society
- Sopra il 2% (97,7° percentile; 1/44; QI 131 sd15, QI 133 sd16): Mensa International
- Sopra l'1% (99° percentile; 1/100; QI 135 sd15, QI 137 sd16): Intertel
- Sopra lo 0,1% (99,9° percentile; 1/1.000; QI 146 sd15, QI 149 sd16): Triple Nine Society, International Society for Philosophical Enquiry
- Sopra lo 0,003% (99,997° percentile; 3/100.000; QI 160 sd15, QI 164 sd16): Prometheus Society

Il tetto massimo dei test di intelligenza standardizzati (convalidati e normati) più usati (Wechsler, Stanford-Binet) è intorno al 99,9° percentile mentre altri arrivano anche al 99,9999º percentile ed oltre. Misure oltre questo livello richiedono almeno il confronto tra due diversi test standardizzati, almeno uno dei quali supervisionato. Misure oltre il 99,999999° percentile sono spesso dubbie in quanto non vi sono studi sufficientemente approfonditi per mettere a punto un'accurata norma. Una società, la Giga Society, sta lavorando per stabilire la norma per un QI estremamente alto (99,9999999° percentile), sebbene nessuno studio si sia dimostrato conclusivo.